# Adversiale Zusammenarbeit
Als adversiale Zusammenarbeit oder gegnerschaftliche Zusammenarbeit werden in der Wissenschaft Formen der Zusammenarbeit bezeichnet, bei denen Vertreter gegensätzlicher Auffassungen gemeinsam daran arbeiten, das Wissen auf einem strittigen Gebiet zu erweitern. Zum Beispiel können zwei Gruppen von Experimentatoren mit konkurrierenden Hypothesen einen Versuchsaufbau so gestalten, dass beide Gruppen davon überzeugt sind, dass das experimentelle Vorhaben keine offensichtlichen Verzerrungen oder Schwächen aufweist. Die adversiale Zusammenarbeit kann einen neutralen Moderator einbeziehen und zu einem gemeinsam entworfenen Experiment und einer gemeinsamen Veröffentlichung der Ergebnisse führen, mit den Ziel, Sachstreitigkeiten zu klären. Mit ihrer Betonung der Transparenz während des gesamten Forschungsprozesses wird die adversiale Zusammenarbeit oft als Bestandteil von Open Science (offener Wissenschaft) beschrieben.

## Geschichte
Eines der frühesten Beispiele für eine adversiale Zusammenarbeit war ein gemeinsames Projekt von Miriam Erez und Gary P. Latham im Jahr 1988, bei der Edwin Locke als neutraler Dritter fungierte. Die Zusammenarbeit kam aufgrund einer Meinungsverschiedenheit auf dem Gebiet der Zielsetzungsforschung zustande, bei der es um die Auswirkung von Teilhabe auf Zielbindung und Zielerreichung ging. Latham und Erez entwarfen vier Experimente, die die Unterschiede zwischen ihren jeweiligen Einzelergebnissen erklärten. Sie prägten allerdings noch nicht den Begriff der adversialen Zusammenarbeit. Unabhängig von Erez, Locke und Latham, deren Arbeit er nicht kannte, entwickelte Daniel Kahneman etwa zehn Jahre später ein ähnliches Protokoll und verwendete dafür den Begriff der adversialen Zusammenarbeit. In jüngerer Zeit haben Cory J. Clark und Philipp E. Tetlock die adversiale Zusammenarbeit als Mittel zur Verbesserung der Selbstkorrektur in der Wissenschaft vorgeschlagen, wobei das Verfolgen rivalisierender Hypothesen zum Aufdecken von Falschbehauptungen führen soll. Auf Grundlage ihrer Arbeit hat die School of Arts & Sciences der University of Pennsylvania das Adversarial Collaboration Project ins Leben gerufen, das den Einsatz der adversialen Zusammenarbeit als Forschungsansatz für eine Vielzahl von Forschungsfragen fördern soll.

## Vorteile
Daniel Kahneman und andere empfehlen adversiale Zusammenarbeit als Mittel, um die Auswirkungen kognitiver Verzerrungen auf das Denken zu verringern und strittige wissenschaftliche Fragen zu klären. Adversiale Zusammenarbeit wurde auch als Strategie zur Verbesserung akademischer Kommentare empfohlen.
Philip Tetlock und Gregory Mitchell haben adversiale Zusammenarbeit in verschiedenen Artikeln diskutiert. Sie führen aus:
„Eine adversiale Zusammenarbeit ist am ehesten dann möglich, wenn sie am wenigsten nötig ist: wenn die streitenden Parteien überprüfbare Theorien entwickelt haben, sich auf einen gemeinsamen Kanon für die Prüfung dieser Theorien stützen und die Meinungsverschiedenheiten robust, aber respektvoll sind. Und eine kontradiktorische Zusammenarbeit ist dann am wenigsten möglich, wenn sie am dringendsten benötigt wird: wenn der wissenschaftlichen Gemeinschaft klare Kriterien für die Falsifizierung von Standpunkten fehlen, sie sich in wichtigen methodischen Fragen nicht einig ist, sie sich auf zweit- oder drittbeste Ersatzmethoden für die Überprüfung der Kausalitäten verlässt und sie in gegnerische Lager zersplittert ist, die sich in ad hominem-Gehabe ergehen und die enge Verbindungen zu politischen Akteuren haben, die jedes Zugeständnis als Schwäche ansehen.“